# 1830

## Esdeveniments
Països Catalans
- Es publica "Oda a la pàtria", de Bonaventura Carles Aribau.

Resta del món
- 6 d'abril - Nova York, EUA: Joseph Smith funda l'Església de Jesucrist dels Sants dels Darrers Dies o també coneguda com a Església Mormona.
- 13 de maig, Veneçuela: el departament del Sud es declara estat independent amb el nom de República de l'Equador, amb Juan José Flores com el seu primer mandatari.[1]
- 28 de maig, Washington DC: (EUA): Aprovació de l'Indian Removal Act[2]
- 25 d'agost, Brussel·les (Regne Unit dels Països Baixos), inici de la revolució belga que va conduir a la creació del regne de Bèlgica.

Pintura on es mostra el dia de la inauguració de la primera línia de ferrocarril amb la línia fèrria entre Manchester i Liverpool

- 15 de setembre: s'inaugura la primera línia de ferrocarril del món que unia dues ciutats: Manchester i Liverpool. La companyia explotadora de la línia, L&M Railway, va organitzar un concurs de locomotores; la guanyadora va ser la Rocket, construïda per l'enginyer George Stephenson. Estava equipada amb una caldera tubular amb cambra de foc, que donava un rendiment constant gràcies a una major superfície de calefacció, i podia assolir una velocitat mitjana de 27 km/h amb una punta màxima de 46 km/h. Aquesta línia encara presta servei en l'actualitat.[3]
- 27 de setembre - Estats Units: Tractat de Dancing Rabbit Creek amb els choctaws amb el que aquests acorden el trasllat a Territori Indi.

## Naixements
Països Catalans
- 9 de juliol - Russafa, València: Ciril Amorós i Pastor, advocat i polític valencià (m. 1888).
- 31 de desembre - València: Manuel Danvila y Collado, advocat, historiador i polític valencià, ministre de Governació d'Espanya el 1892 durant la regència de Maria Cristina (m. 1906).

Resta del món
- 4 de gener, Gotha: Ernst Behm, geògraf i estadístic
- 16 de gener, Milàː Sofia Fuoco, ballarina italiana (m. 1916).[4]
- 27 de gener, Lodi, Llombardia: Carlotta Ferrari, compositora i poeta italiana (m. 1907).[5]
- 3 de febrer - Hatfield, Hertfordshire, Anglaterra: Robert Gascoyne-Cecil, polític anglès, Primer ministre del Regne Unit (m. 1903).
- 15 de març: Paul von Heyse, escriptor alemany, Premi Nobel de l'any 1910 (m. 1914).[6]
- 30 de març - París: Auguste Tolbecque, violoncel·lista francès.
- 21 d'abril - Nantes: Clémence Royer, erudita francesa autodidacta, traductora de Darwin, que escrigué d'economia, filosofia, ciència.[7]
- 22 d'abril - Southampton (Anglaterra): Emily Davies, feminista anglesa sufragista, i una de les primeres defensores del dret de les dones a entrar a la universitat.(m. 1921).[8]
- 25 d'abril - Lede, Bèlgica: Julius De Geyter, escriptor i nacionalista flamenc.
- 29 de maig - Vroncourt-la-Côte, Alt Marne: Louise Michel, destacada anarquista francesa, una de les principals figures de la Comuna de París (m. 1905).[9]
- 9 de juliol - Edgbaston, Birmingham, Anglaterra: Barbara Cartland, escriptora anglesa (m. 2000).
- 10 de juliol: Camille Pissarro, pintor impressionista (m. 1903).[10]
- 13 d'agost, Schwerstedt: Gustav Lange, compositor
- 18 d'agost: Francesc Josep I d'Àustria, emperador d'Àustria i rei d'Hongria (m. 1916).[11]
- 8 de setembre - Malhana, Provença, França: Frederic Mistral, escriptor occità guardonat amb el Premi Nobel de Literatura (m. 1914).
- 13 de setembre - Zdislavič, Moràviaː Marie von Ebner-Eschenbach, escriptora austríaca del Realisme (m.1916).[12]
- 15 de setembre - Oaxaca, Mèxic: Porfirio Díaz, militar i President de Mèxic (m.1915).[8]
- 10 d'octubre - Madrid: Isabel II d'Espanya, princesa d'Astúries i reina d'Espanya (m. 1904).
- 24 d'octubre - Hastings: Marianne North, prolífica biòloga victoriana i artista botànica (m. 1890).[13]
- 25 de novembre - Breslau: Lina Morgenstern, activista social, educadora, escriptora, feminista i pacifista alemanya (m. 1909).[14]
- 5 de desembre - Londres: Christina Rossetti, poeta britànica.[15]
- 10 de desembre - Amherst, Massachusetts: Emily Dickinson, poetessa nord-americana (m. 1886).[16]
- 21 de desembre - Virgínia, Estats Units: Marion Harland, escriptora estatunidenca (m. 1922).[17]
- 23 de desembre - Londres: Charlotte Alington Barnard, «Claribel», compositora anglesa de balades i cants populars (m. 1869).[18]

## Necrològiques
- 17 de gener, Palau de Queluz: Carlota Joaquima d'Espanya, infanta d'Espanya i reina de Portugal (n. 1775).[19]
- 14 de juny, Detmold: Anton Heinrich Pustkuchen, compositor alemany del Barroc.
- 17 de desembre, Santa Marta (Colòmbia): Simón Bolívar, líder revolucionari que va lluitar per la independència de Veneçuela, Colòmbia, el Perú, Equador i Bolívia (47 anys).
- Bèrgam: Jacopo David, cantant.